# Club Valencia
Club Valencia ist ein Verein aus Malé, Malediven, welcher 1979 gegründet wurde. Aktuell spielt die Herren-Fußballmannschaft in der höchsten Liga des Landes, der Dhivehi League. Seine Heimspiele trägt der Verein im Rasmee Dhandu Stadion aus. Der Verein gewann bisher dreimal die Nationalen Meisterschaften und fünfmal die Dhivehi League, zuletzt beide Titel 2008. Durch den Gewinn der Meisterschaft hatte sich der Club für den AFC Cup 2009 qualifiziert.

## Vereinserfolge

### National
- Maldives National Championship

Sieger: 1994, 1998, 2008
- Dhivehi League

Meister: 2001, 2002, 2003, 2004, 2008
- Maldives FA Cup

Sieger: 1988, 1995, 1999, 2004

## Trainerchronik
| Trainer            | Nation  | von             | bis               |
| ------------------ | ------- | --------------- | ----------------- |
| Antal Szentmihályi | Ungarn  | 1. März 1993    | 31. Oktober 1993  |
| Antal Szentmihályi | Ungarn  | 1. Juni 1994    | 31. Oktober 1994  |
| László Kiss        | Ungarn  | 1. März 1996    | 31. Oktober 1996  |
| László Kiss        | Ungarn  | 1. Mai 1999     | 25. November 2000 |
| László Kiss        | Ungarn  | 2. Februar 2004 | 30. Juni 2005     |
| David Booth        | England | 1. Juli 2006    | 30. Juni 2007     |
| József Dzurják     | Ungarn  | 26. Juli 2008   | 31. Mai 2009      |